# Дикая дуга

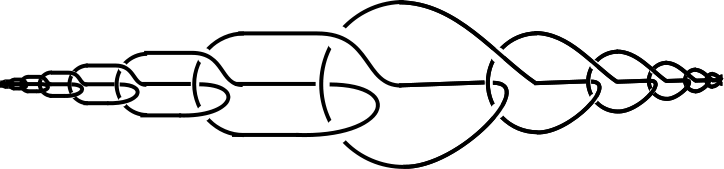
Дуга Фокса — Артина.

Дикая дуга — вложение отрезка в трёхмерное пространство, не эквивалентное обычному в том смысле, что не существует объемлющей изотопии, переводящей дугу в отрезок прямой.
Первый пример нашёл Луи Антуан, другой пример нашли позже Ральф Фокс и Эмиль Артин;
это так назваемая дуга Фокса — Артина, её дополнение не односвязано.